# 恰塔
恰塔（Chhata），是印度北方邦Mathura县的一个城镇。总人口19836（2001年）。

## 人口
该地2001年总人口19836人，其中男性10774人，女性9062人；0—6岁人口3795人，其中男2050人，女1745人；识字率50.86%，其中男性为62.57%，女性为36.95%。